# Венера от Бурет
Венери от Бурет са 5 статуетки от периода на праисторията, датиращи от края на 21 хилядолетие пр.н.е. и началото на 20 хилядолетие пр.н.е.
Открити са край село Бурет (на руски: Буреть), Усолски район, близо до езерото Байкал в Иркутска област.
Изработени са от слонова кост на мамут. Статуетка се съхранява в държавния музей Ермитаж в град Санкт Петербург.
Фигурката е висока 12,8 см. Чертите на лицето са добре изразени – очи, нос и уста.